# Hans Gerhard Creutzfeldt

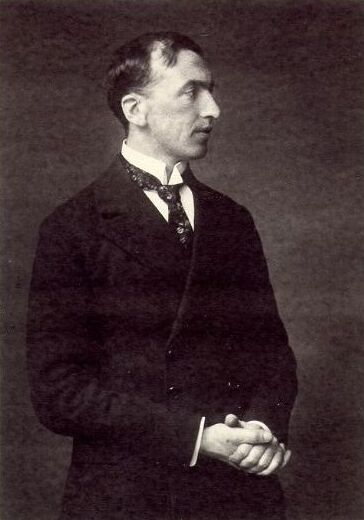
Hans Gerhard Creutzfeldt, um 1920

Hans Gerhard Creutzfeldt (* 2. Juni 1885 in Harburg; † 30. Dezember 1964 in München) war ein Psychiater und Neurowissenschaftler, dem die Erstbeschreibung der nach ihm benannten seltenen Creutzfeldt-Jakob-Krankheit gelang. Dabei handelt es sich um eine infektiöse Enzephalopathie. Im Jahre 1945 übernahm er außerdem das Amt des ersten Nachkriegsrektors der Christian-Albrechts-Universität zu Kiel.

## Leben und Werdegang
Hans Gerhard Creutzfeldt wurde am 2. Juni 1885 in Hamburg Harburg als ältester Sohn von Otto (1857–1935) und Johanna Creutzfeldt (geb. Freuck, 1855–1930) geboren. Seine schulische Ausbildung erhielt er am Hamburger Johanneum. Im Anschluss studierte er von 1903 bis 1908 Humanmedizin in Jena, Rostock und Kiel. Im Jahre 1909 erhielt er seine Promotion durch die Universität Kiel. Zwischen 1910 und 1912 folgte eine tropenmedizinische Spezialisierung inklusive einer Tätigkeit als Schiffsarzt bei der Hamburg-Südamerika-Linie und dem Norddeutschen Lloyd.
Dort gelang ihm die erstmalige Beschreibung einer seltenen Erkrankung, die im Jahre 1922 nach ihm als Creutzfeldt-Jakob-Krankheit benannt werden sollte. Dabei handelt es sich um eine infektiöse Enzephalopathie mit Degeneration des Nervengewebes, die mit einem sukzessiven Funktionsverlust des Gehirns einhergeht und tödlich endet. Zu dieser Zeit lernte er außerdem seine spätere Ehefrau Clara Sombart (1891–1971) kennen, die er im Jahr 1917 heiratete. Aus der Ehe gingen fünf gemeinsame Kinder hervor.
Während des Ersten Weltkriegs leistete Creutzfeldt Kriegsdienst als Marinearzt im Fronteinsatz. Ein prägendes Erlebnis aus dieser Zeit dürfte wohl der Einsatz auf dem Hilfskreuzer Greif gewesen sein, der am 29. Februar 1916 versenkt wurde. Viele Besatzungsmitglieder kamen dabei ums Leben. Ab März 1916 befand sich der Arzt in englischer Kriegsgefangenschaft, kam jedoch schon im Mai desselben Jahres bei einem Gefangenenaustausch frei. Nach Einsätzen in einer Torpedoboothalbflotte und einem Aufenthalt in Konstantinopel zur Versorgung der dort stationierten Marinesoldaten, wurde er am 28. August 1919 aus der Kaiserlichen Marine entlassen.
Seine zivile Tätigkeit setzte Creutzfeldt daraufhin bis in das Jahr 1920 an der Deutschen Forschungsanstalt für Psychiatrie in München fort. In der Folge wechselte er an die von Professor Ernst Siemerling geleitete Psychiatrische und Nervenklinik in Kiel.
Noch im selben Jahr habilitierte er sich. Im März des Jahres 1924 verließ Creutzfeldt die Klinik aufgrund eines Disputes mit Siemerling und eröffnete kurzzeitig eine Praxis in Kiel (Juni–Oktober 1924). Daraufhin wechselte er an die Klinik für psychische und Nervenkrankheiten der Charité in Berlin, die von Karl Bonhoeffer geleitet wurde. Dort blieb er bis in das Jahr 1938 tätig. Im Jahre 1926 wurde er dort zum außerplanmäßigen Professor ernannt, 1934 Oberarzt und ab 1938 hatte er die Position des stellvertretenden Direktors an der Berliner Klink inne.

## Zeit des Nationalsozialismus
Hans Gerhard Creutzfeldt übernahm 1938 die Leitung der Psychiatrischen Klinik und Nervenklinik der Christian-Albrechts-Universität zu Kiel und somit den Lehrstuhl des zuvor aufgrund des „Gesetzes zur Wiederherstellung des Berufsbeamtentums“ entfernten Georg Sterz, profitierte in dieser Hinsicht also ohne offenkundigen Widerstand vom Nazi-Regime. Creutzfeldt war einer von nur drei Lehrstuhlinhabern, die nicht der NSDAP beitraten. Er wird oft als „deutsch-national“ und „reserviert, aber nicht unterschiedslos ablehnend“ beschrieben, jedoch nicht als „Nationalsozialist“. Dass er nichtsdestotrotz nicht frei von Sympathien gegenüber dem NS-Regime gewesen zu sein schien, zeigen seine diversen Mitgliedschaften in NS-Verbänden: Er wurde früh förderndes Mitglied der SS, war Mitglied des Nationalsozialistischen Deutschen Dozentenbundes, der NS-Volkswohlfahrt, NS-Altherrenbundes und Anwärter für eine Mitgliedschaft im Nationalsozialistischen Ärztebund. Durch das „Gesetz zur Verhütung erbranken Nachwuchses“ (GzVeN) kam der Psychiatrischen Klinik und der Nervenklinik und somit auch Creutzfeldt eine wichtige Rolle bei der „Euthanasie“ zu. Einige Untersuchungen wie die von Anna Dinkel meinen unter der Leitung Creutzfeldts eine Abnahme der Diagnosen feststellen zu können, die unter das GzVeN fallen würden. Außerdem habe es mehr Entlassungen nach Hause gegeben als in Heil- und Pflegeanstalten, von denen dann die Transporte in Tötungsanstalten ausgegangen wären. Diese Annahmen würden auch die Selbstdarstellung Creutzfeldts als einen entschiedenen Gegner der Morde stützen. Er behauptete, Diagnosen zugunsten der Patientinnen und Patienten in harmlosere umgewandelt zu haben, um sie so vor der Ermordung zu schützen. Andere Stimmen betonen jedoch, dass diese Selbstdarstellung und die Untersuchungsergebnisse nur mit großer Vorsicht und großen Einschränkungen angenommen werden könnten. Als Direktor der Nervenklinik müsse er wissend in die „Euthanasiemaßnahmen“ einbezogen worden und an der „Aktion T4“ und der „Aktion Brandt“ sowie der „wilden Euthanasie“ beteiligt gewesen sein. Bei diesen Aktionen wurden 605 Patienten der Kieler Klinik in Landeskrankenhäuser verlegt. 135 dieser Patienten wurden anschließend in Tötungsanstalten deportiert, von diesen wurden mindestens 65, wahrscheinlich jedoch über 100 ermordet. Darüber hinaus wurden unter Creutzfeldt auch Patientinnen und Patienten aus Kiel nach Schleswig oder Neustadt verlegt, von wo aus sie dann weiter an die Mordanstalten Bernburg und Meseritz-Obrawalde  transportiert wurden. Die Nervenklinik unter Creutzfeldt fungierte hier also als eine Art Zulieferer.
Ebenfalls Anwendung fand das GzVeN bei den Zwangssterilisierungen, die „der Ausschaltung Erbuntüchtiger von der Fortpflanzung“ dienen sollten. Als Gutachter für das Erbgesundheitsgericht in Kiel und als Stellvertreter Bonhoeffers am Erbgesundheitsobergericht in Berlin spielte Creutzfeldt auch hierbei eine Rolle. Die Aufgabe dieser medizinischen Sachverständigen war es, durch ein ärztliches Gutachten zu entscheiden, ob der oder die Betroffene im Sinne des GzVeN erbkrank war oder nicht. Es wird berichtet, dass Creutzfeldt sich hierbei „politisch unauffällig, sachorientiert, konform, ohne emotionale Bindung an die nationalsozialistische Ideologie“ verhalten habe. Seine Gutachten habe er streng nach wissenschaftlichen Kriterien verfasst, anstatt die weit gefasste Definition der Nazis anzunehmen, was auf Kritik aus NS-Kreisen gestoßen sei. Während seiner Tätigkeiten in Berlin und in Kiel weisen Auswertungen der Gerichtsakten darauf hin, dass unter der Beteiligung Creutzfeldts deutlich häufiger die Entscheidung gegen eine Erbkrankheit gefallen sei, als wenn andere Ärzte ein Gutachten verfasst hätten. Dies würde erneut auf eine aktiv ablehnende Haltung Creutzfeldts gegen das NS-Regime hinweisen. Ob Creutzfeldt tatsächlich ausschlaggebend für die Gerichtsurteile war, bleibt offen. Zudem erstattete Creutzfeldt Gutachten in Militärgerichtsverfahren. Es ist ein Fall eines Marinesoldaten dokumentiert, der aufgrund der von Creutzfeldt gutachterlich attestierten Zurechnungsfähigkeit hingerichtet wurde. Ebenso wurden allerdings durch seine Gutachten Menschen vor der KZ-Haft bewahrt.
Es wird also deutlich, dass das Einordnen Creutzfeldts schwerfällt. Während einige Untersuchungen und Berichte darauf hinweisen, dass er konkrete Maßnahmen ergriffen habe, um sich dem NS-Regime zu widersetzen, spricht die Tatsache, dass er bis 1945 unter dem Nazi-Regime Klinikdirektor bleiben konnte, doch eher für ein stillschweigendes Hinnehmen und Wegschauen sowie eine nicht vorhandene Bereitschaft, Unbequemlichkeiten auf sich zu nehmen.

## Nachkriegszeit
Nach Kriegsende wurde Creutzfeldt für sechs Monate als erster Nachkriegsrektor der Universität zu Kiel von der britischen Besatzungsmacht eingesetzt. In seiner Antrittsrede zur Wiedereröffnung der Universität vom 27. November 1945 gedachte er der Gefallenen und dankte für die Möglichkeit eines Neuanfangs. Creutzfeldt betonte dabei auch den Stolz auf die „Leistungen“ im Weltkrieg. Ein zentrales Element seiner Rede war, dass die „Unbelasteten“, zu denen er sich selbst auch zählte, nicht gewusst hätten, was im Nationalsozialismus vor sich gegangen sei. In der Zeit nach dem Krieg zeigte er keine Reue oder Bedauern für die Opfer des Nationalsozialismus. Seine organisatorischen Bemühungen, die Uni schnell wieder aufzubauen, waren erfolgreich. Nach einem halben Jahr wurde Creutzfeldt von der britischen Besatzungsmacht des Amtes enthoben. Der Grund dafür ist heute nicht mehr nachvollziehbar: Hintergrund könnte sein, dass er viele ehemalige Wehrmachtsoffiziere zum Studium zuließ. Außerdem entließ er nur zögerlich belastete Professoren und auch bei der Einstellung emigrierter Professoren zeigte er sich äußerst verhalten. Der Arzt ging 1953 nach seiner Emeritierung nach München und arbeitete dort an einem Forschungsauftrag der Max-Planck-Gesellschaft (Wiki-Artikel). Hans Gerhard Creutzfeldt starb am 30. Dezember 1964 in München. In zahlreichen Nachrufen wurde er für seine Arbeit auf dem Gebiet der Medizin sowie für seine Verdienste in den Nachkriegsjahren an der Christian-Albrechts-Universität zu Kiel geehrt.
Erst nach seiner Emeritierung im Dezember 1954 machte er den Präsidenten des Landessozialgerichts in Schleswig, Ernst Siegfried Buresch, schriftlich darauf aufmerksam, dass es sich bei dem am Gericht als Gutachter beschäftigten Arzt „Fritz Sawade“ tatsächlich um Werner Heyde handele. Heyde war von 1939 bis 1941 medizinischer Leiter der Aktion T4 und wurde wegen seiner Beteiligung an der Ermordung von Behinderten und psychisch Kranken polizeilich gesucht. Der Gerichtspräsident reichte Creutzfeldt das Schreiben zurück, ohne gegen Heyde vorzugehen. Auch Creutzfeldt unterließ es, seine Kenntnisse den Fahndungsbehörden mitzuteilen. Heyde konnte so noch bis November 1959 als Gutachter praktizieren.